# Château Jagodić à Stari Lec
Le château Jagodić à Stari Lec (en serbe cyrillique : Дворац Јагодић у Старом Лецу ; en serbe latin : Dvorac Jagodić u Starom Lecu) est situé à Stari Lec, dans la province de Voïvodine, dans la municipalité de Plandište et dans le district du Banat méridional, en Serbie. Il est inscrit sur la liste des monuments culturels de grande importance de la république de Serbie (identifiant no SK 1113).

## Présentation
Le château a été construit en 1835 pour Petar Jagodić, un membre de la famille aristocratique des Jagodić, connue pour son rôle dans l'histoire culturelle des Serbes de Voïvodine à cette époque,. Les membres de cette famille ont notamment été actifs au sein de la Matica srpska et plusieurs portraits de cette famille, réalisés par Konstantin Danil, figurent aujourd'hui dans la galerie de peinture de cette institution,. Le château est resté la propriété des Jagodić jusqu'à la Seconde Guerre mondiale.
Situé dans un parc, le bâtiment est de style académique, avec des éléments néo-classiques. La construction, symétrique, s'inscrit dans un rectangle allongé. De part et d'autre de la façade principale se trouvent des projections dotées d'un étage qui leur confère l'allure de tours carrées ; au centre, un porche accentue encore la symétrie. Au rez-de-chaussée, les fenêtres sont encadrées de pilastres corinthiens et surmontées de frontons triangulaires.
Après la Seconde guerre mondiale, le château a accueilli des bureaux administratifs ; des travaux de restauration ont commencé en 2007.